# رنی کارل
رِنی کارل (به فرانسوی: Renée Carl‎؛ ۱۰ ژوئن ۱۸۷۵ – ۳۱ ژوئیهٔ ۱۹۵۴) بازیگر اهل فرانسه بود.

## گزیده فیلم‌شناسی
از جمله فیلم‌ها یا برنامه‌های تلویزیونی که وی در آنها بازی کرده‌است می‌توان به آثار زیر اشاره کرد:
- فانتوماس (۱۹۱۳)
- خون‌آشام‌ها (۱۹۱۵)
- بینوایان (۱۹۲۵)
- پی‌پی لو موکو (۱۹۳۷)